# Apogon nigripinnis
Apogon nigripinnis es una especie de pez de la familia de los apogónidos en el orden de los perciformes.

## Morfología
Los machos pueden llegar a alcanzar los 10 cm de longitud total.

## Distribución geográfica
Se encuentran desde el Mar Rojo hasta Mozambique. Se van a extender en el Mediterráneo a través del Canal de Suez. También se encuentran en el Mar de Arafura y, posiblemente también, en las Seychelles.